# Ритон
Ритон (др.-греч. ῥυτόν — рог для питья, от др.-греч. ῥέω — теку) — широкий воронкообразный сосуд для питья в виде опущенной вниз головы животного (собаки, барана, козла, лошади, лани) или человека. Сосуд часто использовался в священных обрядах жертвоприношения или возлияния вина в честь того или иного бога. Хотя слово «ритон» напрямую не встречается в древнейшем известном микенском греческом, записанном линейным письмом Б, однако на Кноссе сохранилось много ритонов головы быка. В описи сосудов на табличке KN K 872 они упоминается как ke-ra-a.
Ритон часто завершался скульптурой в нижней части и украшался рельефами и гравировкой. Ритоны изготовлялись из металла (золота и др.), глины, кости, рога. Имеют отверстие в нижнем узком конце.

## Другие факты
По имени этого сосуда назван известный болгарский дуэт.